# Mitsubishi A
La Mitsubishi Model A fu la prima autovettura prodotta dalla casa automobilistica giapponese Mitsubishi Shipbuilding and Engineering Co. (che diverrà in seguito Mitsubishi Motors Corporation) dal 1917 al 1921.

## Contesto

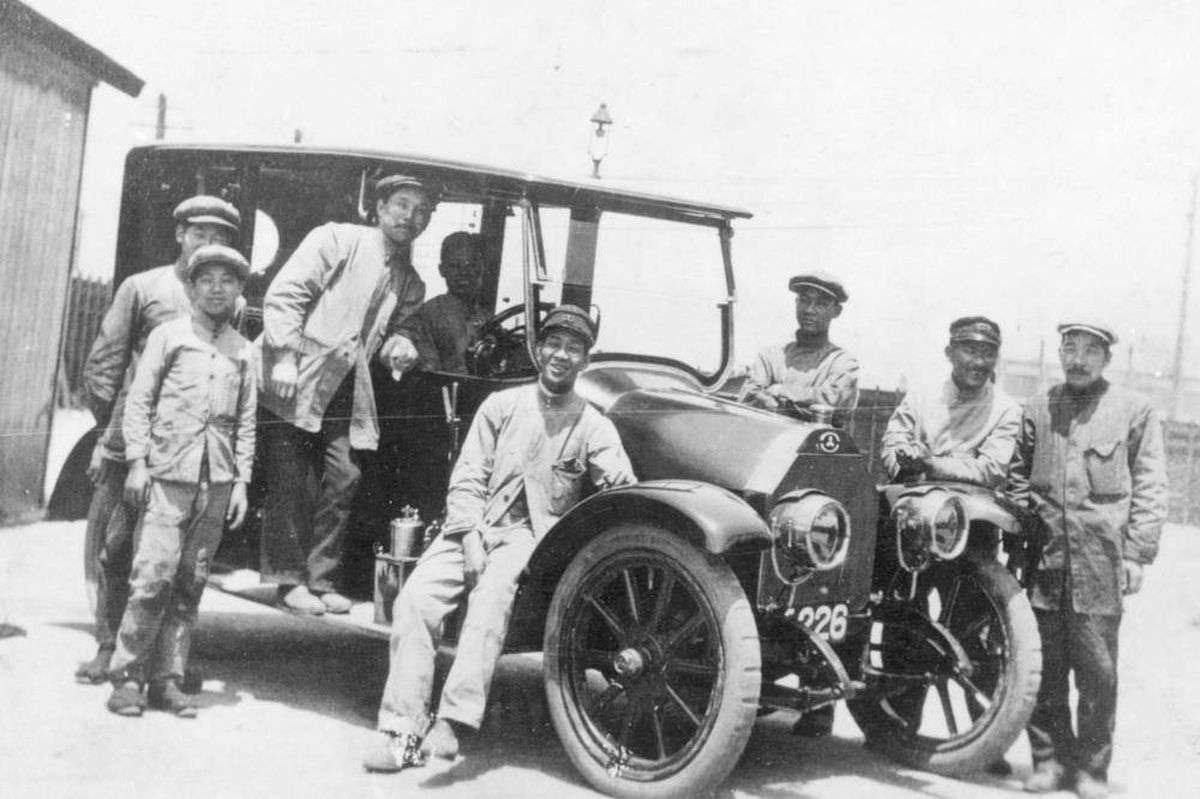
Lavoratori della Mitsubishi con uno dei primi esemplari della Model A

Progettata quale vettura destinata soprattutto ai notabili del paese si presentava con una carrozzeria torpedo a quattro porte e sette posti ed era costruita interamente a mano.
Meccanicamente era dotata di un motore 4 cilindri in linea da 2,8 L montato in posizione anteriore ed erogante 26 kW (35 cv) mentre la trazione era sulle ruote posteriori.
Presso i cantieri navali del gruppo Mitsubishi a Kōbe ne vennero costruiti solo 22 esemplari in totale, avendo anche rilevato il costo troppo elevato della costruzione artigianale in confronto al resto della produzione mondiale del periodo. La A resterà anche l'unico modello di automobile costruito dalla casa sino al 1960 con la presentazione della Mitsubishi 500; per oltre trent'anni saranno i veicoli commerciali i punti di forza dell'azienda.
Nel 1972, utilizzando i pezzi d'epoca, la Mitsubishi ha assemblato una replica della Model A per esporlo nel museo aziendale, utilizzando però una versione leggermente più corta del telaio e un propulsore di cilindrata minore rispetto all'originale, oltremodo raffreddato a liquido.